# Virginio Bianchi
Virginio Bianchi (Massarosa, 26 giugno 1899 – Massarosa, 25 aprile 1970) è stato un pittore italiano.

## Biografia
Dopo essersi diplomato nel 1921 all’Istituto di Belle Arti di Lucca, dove frequentò i corsi di Alceste Campriani, concluse la propria formazione a Roma. Nella capitale realizzò un ritratto del cardinale Tacci, opera grazie alla quale ricevette una generosa remunerazione. Soggiornò per quattro anni a Milano, dove lavorò da disegnatore in ambito pubblicitario sotto i nomi di "Virbia" e "Vubi" e collaborò con il Corriere della Sera. Di ritorno nella città natale, ebbe modo di entrare in contatto con Alfredo Meschi, Lorenzo Viani, Renato Santini e Alfredo Catarsini. In occasione del Carnevale di Viareggio del 1927, presentò al concorso per la realizzazione del manifesto il disegno ‘’Vele di ritorno’’, con il quale vinse all’unanimità dei giudici. Nel 1932 espose per la prima volta a Viareggio. Nel 1936 sposò Enrica Biagi, la quale dette alla luce Alberta Ida Rossana. Per esigenze economiche, soggiornò nuovamente a Milano.
 Nel 1942 fu assunto come disegnatore di cartoni animati alla casa produttrice Beta Film di Firenze, fino a quando questa non fu distrutta da un bombardamento. Durante la Seconda Guerra Mondiale l’insediamento di truppe tedesche a Massarosa costrinse Bianchi a fuggire insieme alla famiglia e a nascondersi prima a Montigiano, poi a Fibbialla. Finita la guerra, i coniugi Bianchi e la figlia tornarono a casa, dove Virginio decise di ritirarsi a vita privata. A metà degli anni Cinquanta gli amici dell’artista, fra cui Alfredo Catarsini, Renato Santini, Elpidio Jenco, Carlo Pellegrini, Felice Del Beccaro e Bruno Fattori, lo convinsero a rompere il proprio isolamento e a riprendere la vita di società. Anche se fu afflitto da un'artrosi deformante, non abbandonò l’attività di pittore, continuando a ricevere consensi dal pubblico e dalla critica. 
 La sua pittura viene collocata nella corrente del Post-impressionismo.

## Opere
I soggetti preferiti sono la natura e i suoi paesaggi, nella cui realizzazione dimostra una particolare attitudine nell’immortalare fiumi, ruscelli e acquitrini. 

## Esposizioni
Ordinò diverse personali e partecipò ad alcune esposizioni collettive, fra cui il Premio Cremona (1940), nel cui ambito la sua opera fu selezionata per la riproposizione ad Hannover nello stesso anno, e il Premio Michetti (1950).